# Bistum Fushun
Das Bistum Fushun (lat.: Dioecesis Fuscioenensis) ist ein römisch-katholisches Bistum mit Sitz in Fushun in der Volksrepublik China.

## Geschichte
Papst Pius XI. gründete mit dem Breve Admonet Nos  die Apostolische Präfektur Fushun am 4. Februar 1932 aus Gebietsabtretungen des Apostolischen Vikariats Shenyang. Am 13. Februar 1940 wurde sie in den Rang eines Apostolischen Vikariats erhoben. 
Mit der Apostolischen Konstitution Quotidie Nos wurde es am 11. April 1946 zum Bistum erhoben. Im Jahr 1981 mit der Restaurierung der Legitimität der Kulte in China hat der Staatsrat der Volksrepublik China die Diözesen Fushun, Jinzhou und Yingkou mit der Erzdiözese Shenyang zur Erzdiözese Liaoning vereint.

## Ordinarius

### Apostolischer Präfekt von Fushun
- Raymond Aloysius Lane MM (14. April 1932–13. Februar 1940)

### Apostolischer Vikar von Fushun
- Aloysius Raymond Lane MM (13. Februar 1940–11. April 1946)

### Bischof von Fushun
- Aloysius Raymond Lane MM (11. April 1946–7. August 1946, dann Generalsuperior des Maryknoll-Missionsordens)